# Cemitério Heerstraße

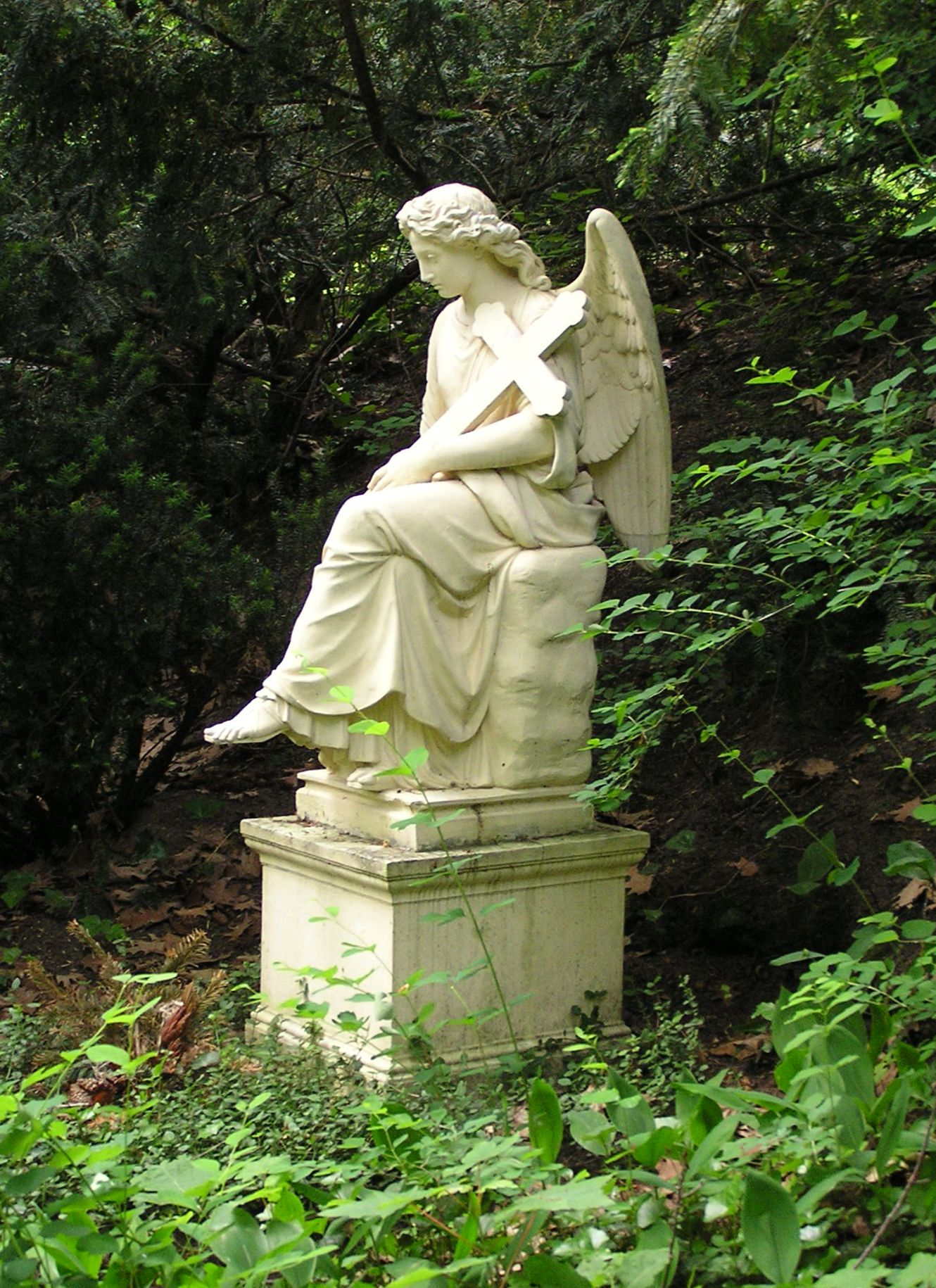
Anjo no Friedhof Heerstraße

O cemitério Friedhof Heerstraße, também denominado Waldfriedhof Heerstraße, está localizado em Berlim, no bairro Westend. Abrange uma área de 149.650 m².

## Localização
Situa-se próximo ao Estádio Olímpico de Berlim.

## Personalidades

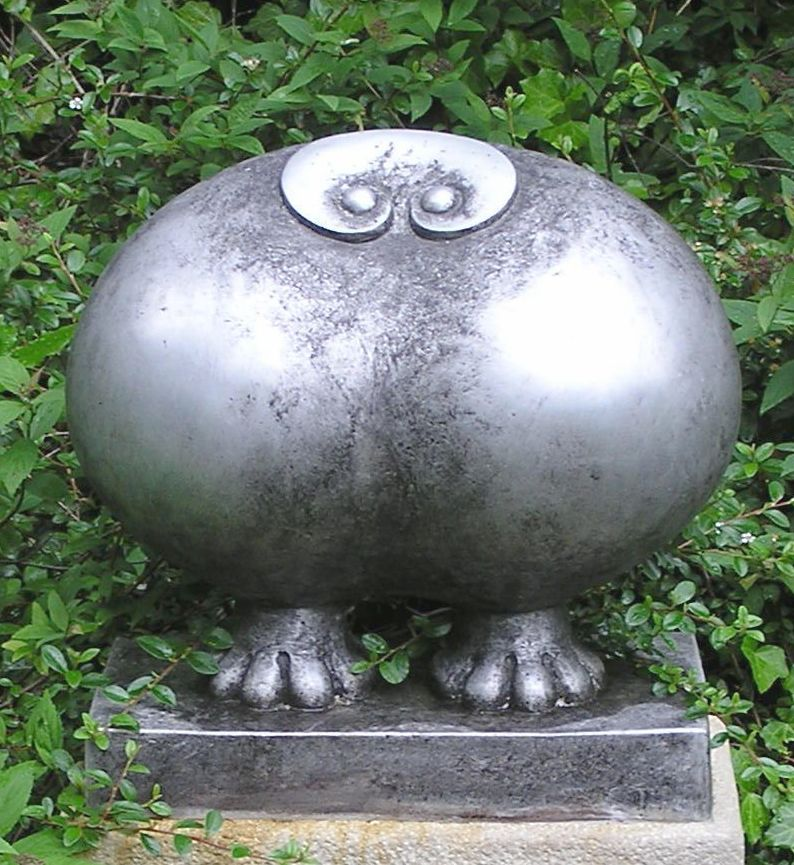
Escultura de Günter Anlauf sobre sua sepultura

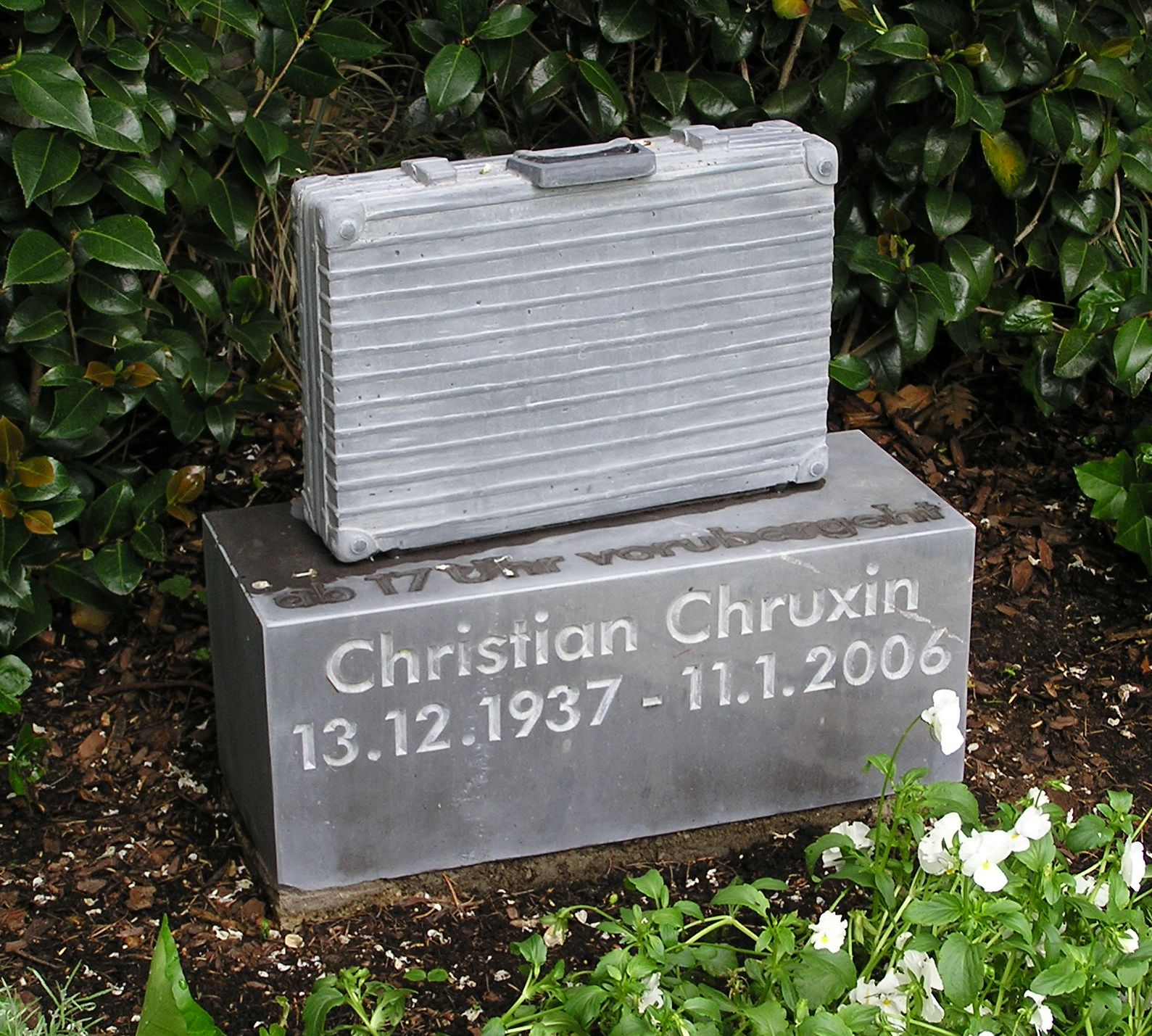
Sepultura de Christian Chruxin

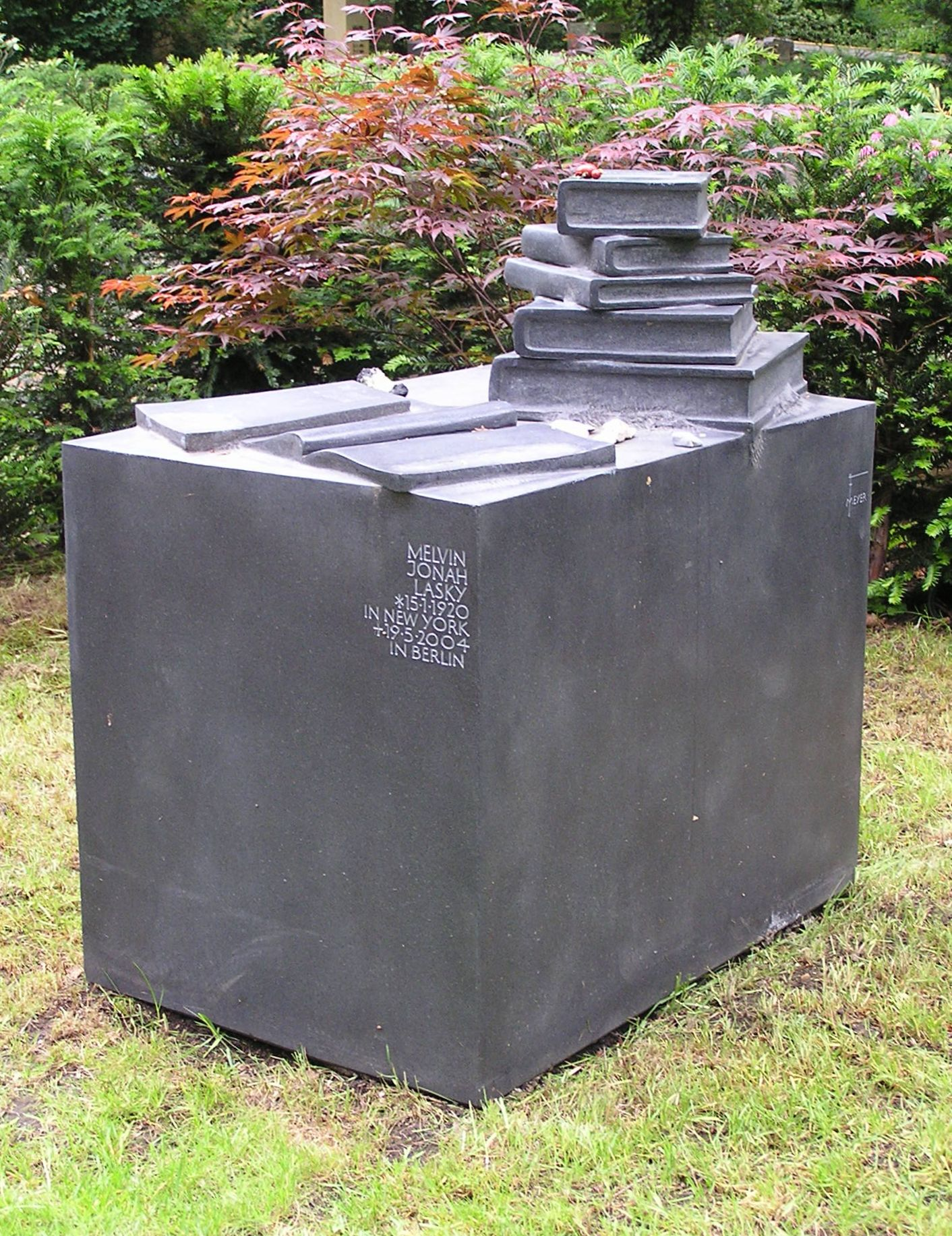
Sepultura de Malvin Lasky

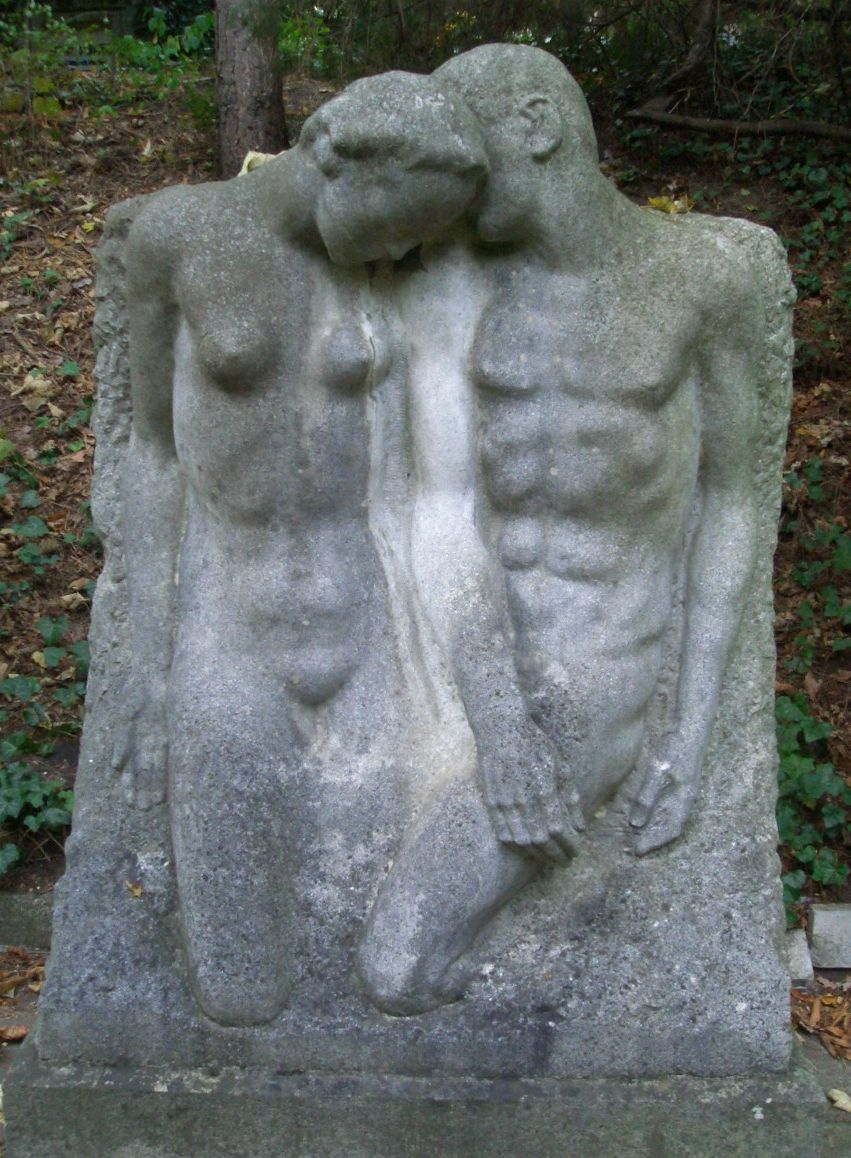
Escultura de Josef Thorak para a sepultura de Franz Ullstein

- Wilhelm Ahrens* (1878–1956), Feld II-W12-23
- Günter Anlauf (1924–2000), Feld 3-B
- Conrad Ansorge* (1862–1930), Feld 19-G-21/22/23
- Hermann Bamberg* (1846–1928), Feld 5-1
- Reinhard Baumgart (1929–2003), Feld 11a-6/7
- Marcus Behmer* (1879–1958), Feld 8-C-54
- Arnold Berliner* (1862–1942), Feld 18-F-12, físico
- Leo Blech* (1871–1958), Feld 20-Wald-1e
- Martha Blech (1871–1962, Feld 20-Wald-1e
- Werner Bloch* (1890–1973), Feld 18-L-51
- Michael Bohnen* (1887–1965), Feld 18-B-9
- Karl Bonhoeffer* (1868–1948), Feld II-W12-286/287
- Alfred Braun* (1888–1978), Feld 18-K-102
- Ferdinand Bruckner* (1891–1958), Feld 20-Wald-1f
- Erich Buchholz* (1891–1972), Feld II-UR10-7-2
- Horst Buchholz (1933–2003), Feld I-Wald-2
- Paul Cassirer* (1871–1926), Feld 5-D-4-5-C-3/4
- Christian Chruxin (1937–2006)
- Theodor Däubler* (1876–1934), Feld 16-B-20
- Alexander Dehms* (1904–1979), Feld II-UR3-186
- Frida Deman-Leider* (1888–1975), Feld 19N-26/26
- Günter von Drenkmann* (1910–1974), Feld 20-C-45/46
- Bill Drews* (1870–1938), Feld 16-A-20/21
- Werner Düttmann (1921–1983), Feld II-W12A-20, arquiteto
- Tilla Durieux* (1880–1971), Feld 5-D-4-5-C-4
- Fritz Dylong* (1894–1965), Feld 18-L-99
- Edyth Edwards* (1899–1956), Feld 15-164
- Leonore Ehn* (1888–1978), Feld 18-A
- Alexander Engel (1902–1968), Feld II-Ur3-161
- Erich Fiedler (1901–1981), Feld II-Ur6-1066
- Max Jakob Friedländer* (1867–1958), Feld 2-D
- Curt Goetz* (1888–1960), Feld 16-G-11/12
- Rolf von Goth (1906–1981), Feld II-Ur3-219
- Georg Groscurth (1904–1944)
- George Grosz* (1893–1959), Feld 16-B-19
- Wolfgang Gruner (1926–2002), Feld 2-W10/39
- Käthe Haack (1897–1986), Feld 16-J-27
- Thea von Harbou* (1888–1954), Feld 6-H-10
- Maximilian Harden* (1861–1927), Feld 8-C-0
- Alfred Helberger* (1871–1946), Feld 20-C-12/13
- Rudolf Heltzel (1907–2005)
- Frieda Hempel (1885–1955), Feld 1-12
- Jo Herbst (1928–1980), Feld 7-G-13/14
- Edwin Heyer (1885–1966) Feld 13-A-23/24
- Hilde Hildebrand (1897–1976), Feld 6-F-12
- Paul Höffer (1895–1949), Feld II-W12-245
- Walter Höllerer (1922–2003), Feld 16-D-7/8
- Felix Hollaender (1867–1931), Feld 3-B-29/30
- Claus Holm (1918–1996), Feld 20-B-1a
- Dagmar Holm (1919–1988) Feld 20-B-1a
- Maria Holst (1917–1980)
- Arno Holz* (1863–1929), Feld 3-B-27/28,
- Hermann Jansen* (1869–1945), Feld 7-C-20, arquiteto
- Curt Joël (1865–1945), Feld 6-Db-10-11, político
- Karl John (1905–1977), Feld 16-D-32-33
- Arthur Kahane (1872–1932)
- Margarete Klose (1899–1968), Feld 1-UR-8
- Hans Werner Kock (1930–2003)
- Georg Kolbe* (1877–1947), Feld C-2
- Willi Kollo (1904–1988), Feld 13-C-2
- Victor de Kowa* (1904–1973), Feld 16-G-29
- August Kraus* (1868–1934), Feld 8-D-3/4
- Helmut „Fiffi“ Kronsbein (1914–1991)
- Kate Kühl (1899–1970), Feld 8-C-65
- Friedrich Kühne (1870–1959), Feld 15-r
- Eduard Künneke (1885–1953), Feld II-W7-61
- Helene Lange* (1848–1930), Feld 5-A-1
- Horst H. Lange (1924–2001), Feld 5-g-3
- Leopold Langstein* (1876–1933), Feld 18-L-197/98
- Melvin Lasky (1920–2004), Feld 16-F-32/33
- Theodor Lewald (1860–1947), Feld 7-c-20
- Maria Gräfin von Maltzan (1909–1997), Feld 13-C11
- Erich Marcks (1861–1938), Feld 8-B-35/36
- Valérie von Martens (1894–1986), Feld 16-G-11/12
- Karl Heinz Martin* (1886–1948), Feld II-Erb.-31
- Günter Meisner (1926–1994), Feld 4A-20
- Hermann Minkowski* (1864–1909), Feld 3-A-30, matemático e físico
- Oskar Minkowski* (1858–1931), Feld 3-A-30
- Hans-Joachim Moser (1889–1967), Feld 7-F-6/7
- Hermann Müller (1885–1947), Feld II-W15-5-28
- Klaus-Günther Neumann (1920–1995), Feld 18-C-6
- Walter Neusel (1907–1964), Feld II-W13-227/228
- Albert Panschow* (1861–1953), Feld 8-B-103
- Heinz Pehlke (1922–2002), Feld 5-G-25
- Hans Pels-Leusden (1908–1993), Feld 7-G-20/21
- Josef Pelz von Felinau (1895–1978), Feld 8-B-1/1
- Ernst Pepping (1901–1981), Feld 20-C-61
- Werner Peters (1918–1971), Feld II-W13-215/216
- Joachim Piefke (1921–2003), Feld II-Ur3-227
- Willibald Pschyrembel (1901–1987), Feld 11-B
- Elaine Virginia Quint-Petersen (1932-2003), Feld 2 W-9
- Günter Rexrodt (1941–2004), Feld 16-A
- Walter Richter (1905–1985), Feld II-Wald-11
- Joachim Ringelnatz* (1883–1934), Feld 12-D-21
- Ilse Rose-Vollborn (1911–1974), Feld II-UR10-1-22
- Willi Rose (1902–1978), Feld II-UR10-1-22
- Ulrich Roski (1944–2003), Feld 4-b (com Wegener)
- Oscar Sabo (1881–1969), Feld II-W-UR3-36
- Hans Sahl (1902–1993), Feld II-Ur8-141
- Oskar Sala (1910–2002), Feld II-Ur3-224
- Alice Samter (1908–2004), Feld IV-3-26
- Willy Schaeffers (1884–1962), Feld 15-157
- Adolf Scheibe (1895–1958), Feld 18-L-24-30, físico
- Paul Scheinpflug (1875–1937), Feld 20-B-34
- Marcellus Schiffer (1892–1932), Feld 4-A
- Heinrich Schnee (1871–1949), Feld 5-F
- Edith Schollwer (1904–2002), Feld 12-B-32/33
- August Scholtis* (1901–1969), Feld 6-B-9
- Gustav Scholz (1930–2000)
- Hans Scholz (1911–1988), Feld 5-C-7
- Hannelore Schroth (1922–1987), Feld 16-J-27
- Leo Schützendorf (1886–1931), Feld 18
- Carl Schuhmann* (1869–1946), Feld II-W7-48
- Johannes Heinrich Schultz (1894–1970)
- Hermann Schwerin (ca. 1902–1970)
- Guido Seeber (1879–1940), Feld 8-C-53
- Leonard Steckel* (1901–1971), Feld II-W-C-34
- Harry Steier (1878–1936), Feld 12-B
- Leo Walther Stein (1866–1930)
- Max Steinthal (1850–1940), Feld 2-D
- Otto Stoeckel (1873–1958) , Feld II-Ur6-129a
- Ludwig Suthaus (1906–1971), Feld II-Ur3-124
- Jakob Tiedtke (1875–1960), Feld II-Ur6-129-G
- Willy Trenk-Trebitsch, (1902–1983), Feld II-Ur6-437
- Franz Ullstein (1868–1945), Feld 8-D-7-10
- Walter Volle (1913–2002), Feld 6-F-30
- Eduard Wandrey (1899–1974), Feld II-W12-90/91
- Paul Wegener* (1874–1948), Feld 4-B
- Kurt Wegner* (1898–1964), Feld 12-D-19
- Grethe Weiser* (1903–1970), Feld 18-L-228/229
- Kurt Wendtland (1917–1998), Feld 12-b
- Dorothea Wieck (1908–1986), Feld 19-A
- Agnes Windeck* (1888–1975), Feld 18-K-122
- Hans Maria Wingler (1920–1984), Feld 7d
- Jürgen Wohlrabe (1936–1995), Feld I-Erb.-Mauer
- Klausjürgen Wussow (1929–2007)
- Augusta von Zitzewitz (1880–1960), Feld II-W